# Paliurus spina-christi
Paliurus spina-christi là một loài thực vật có hoa trong họ Táo. Loài này được Mill. mô tả khoa học đầu tiên năm 1768.

## Hình ảnh

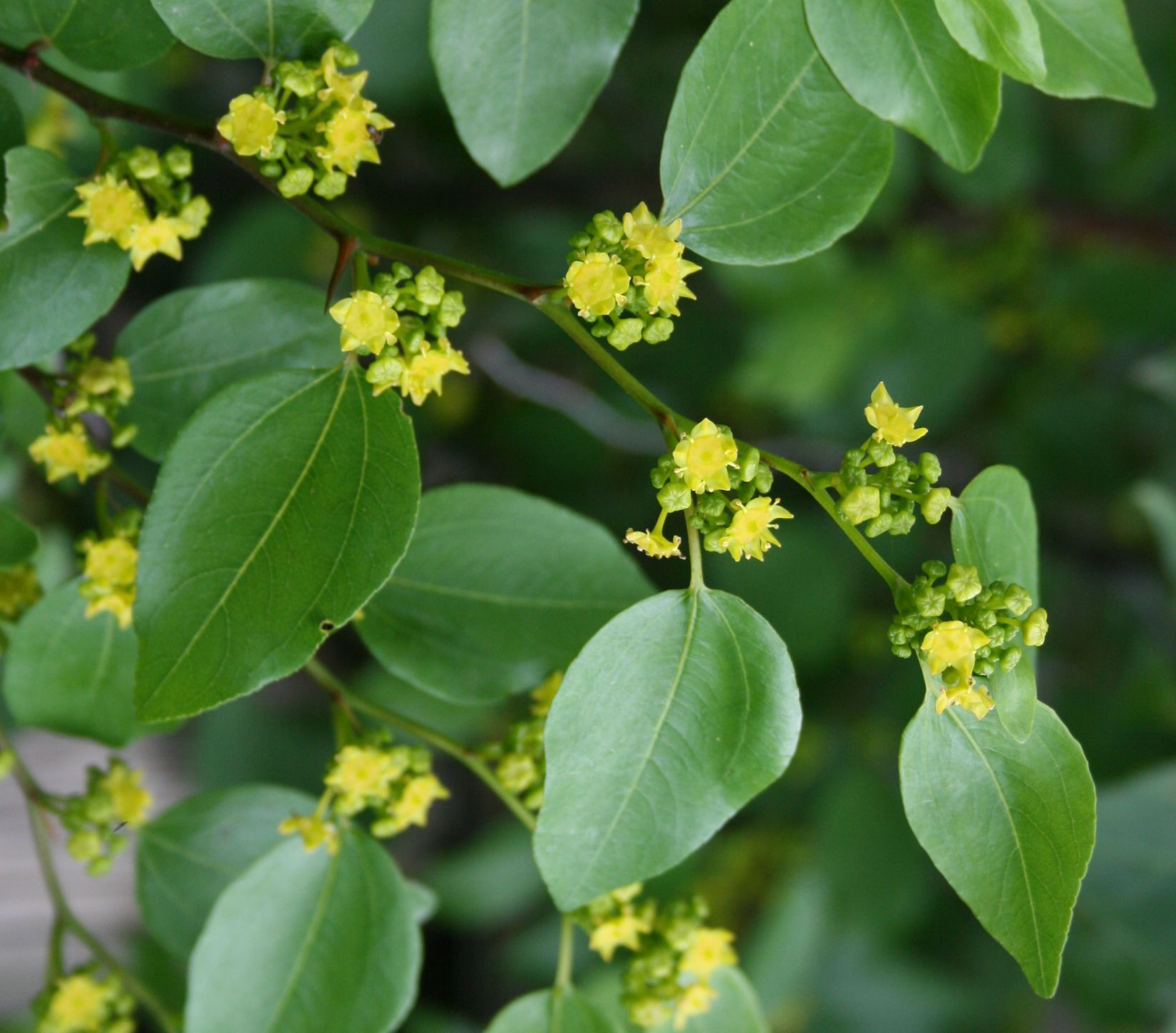
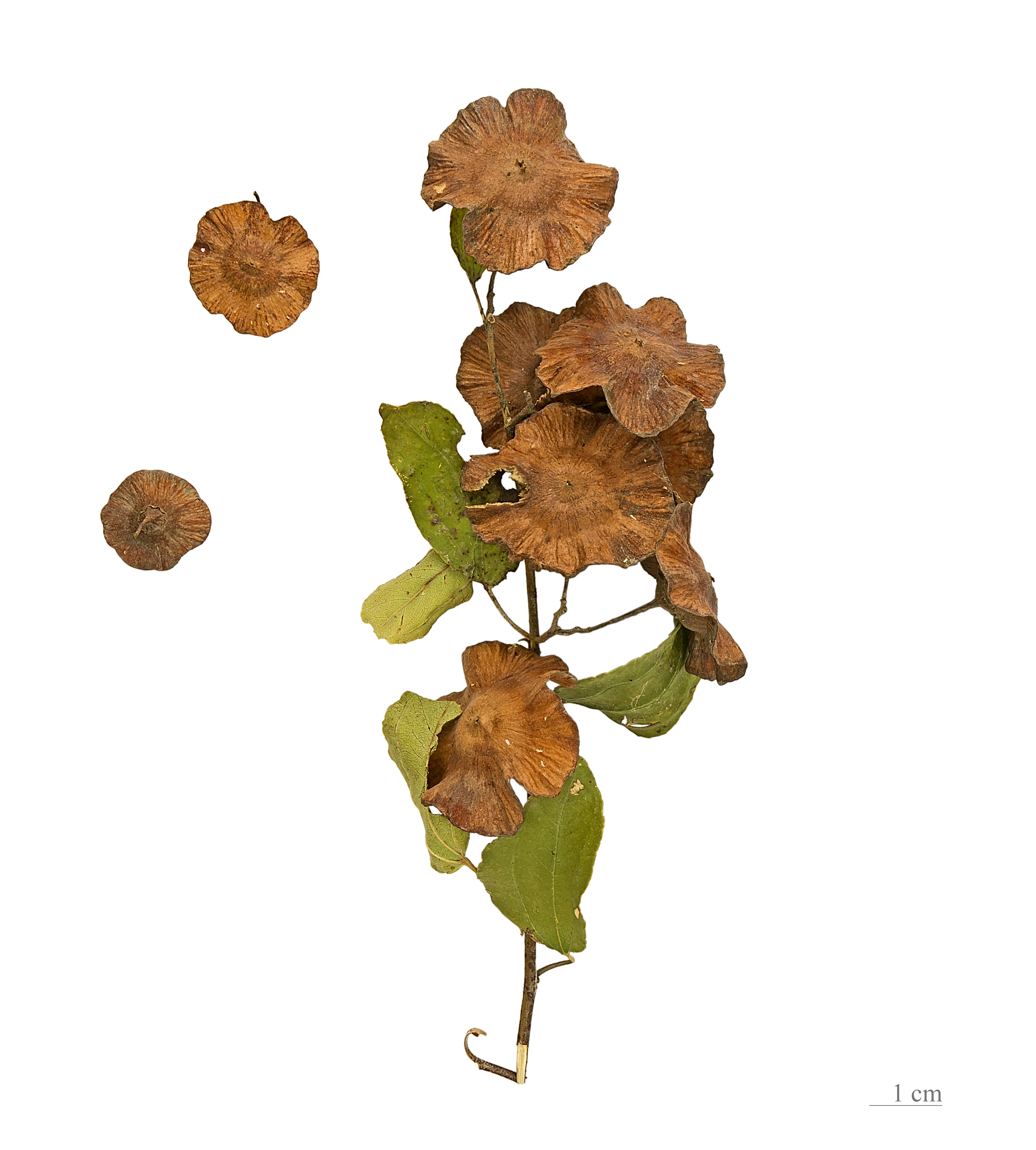
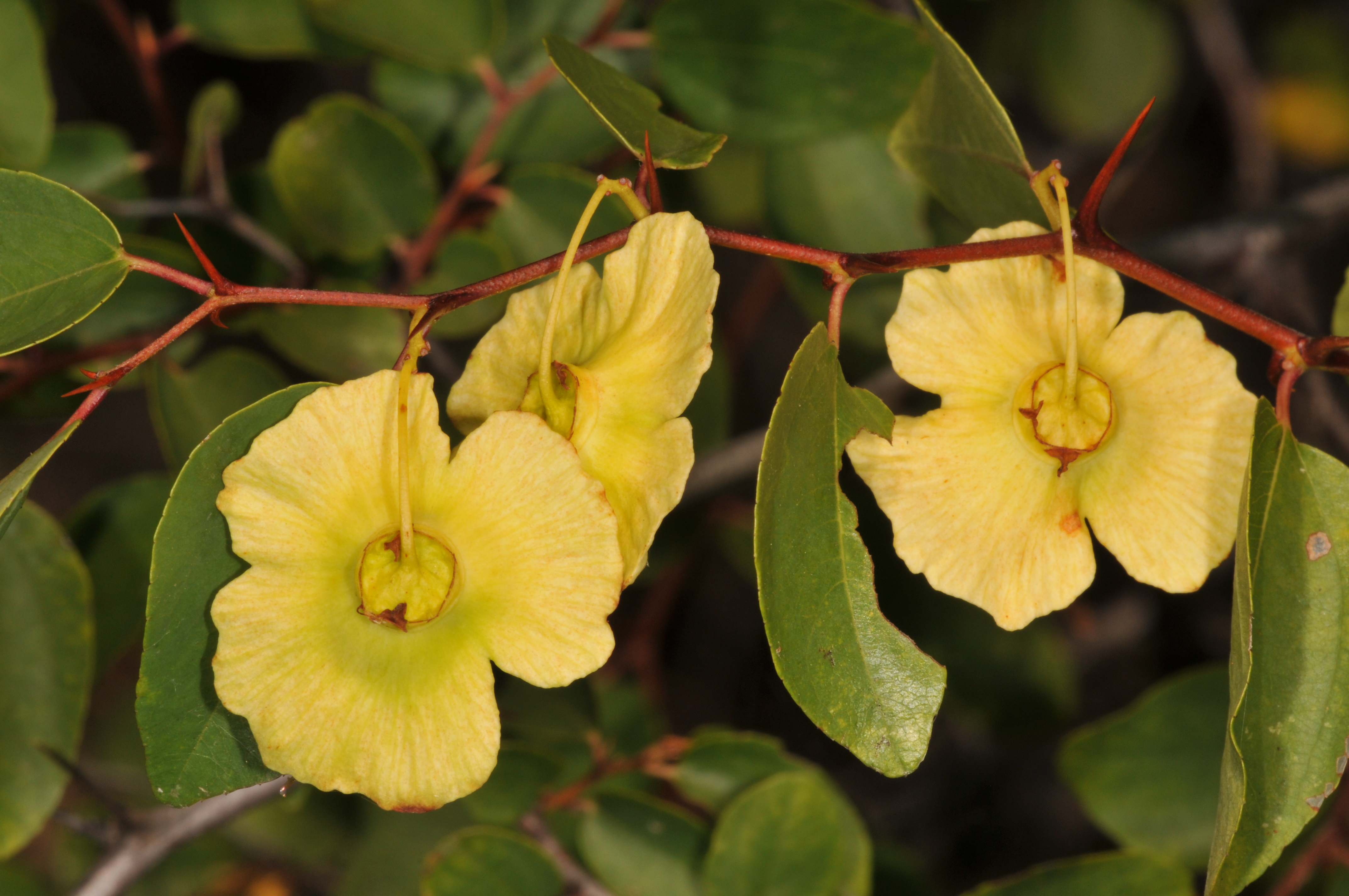
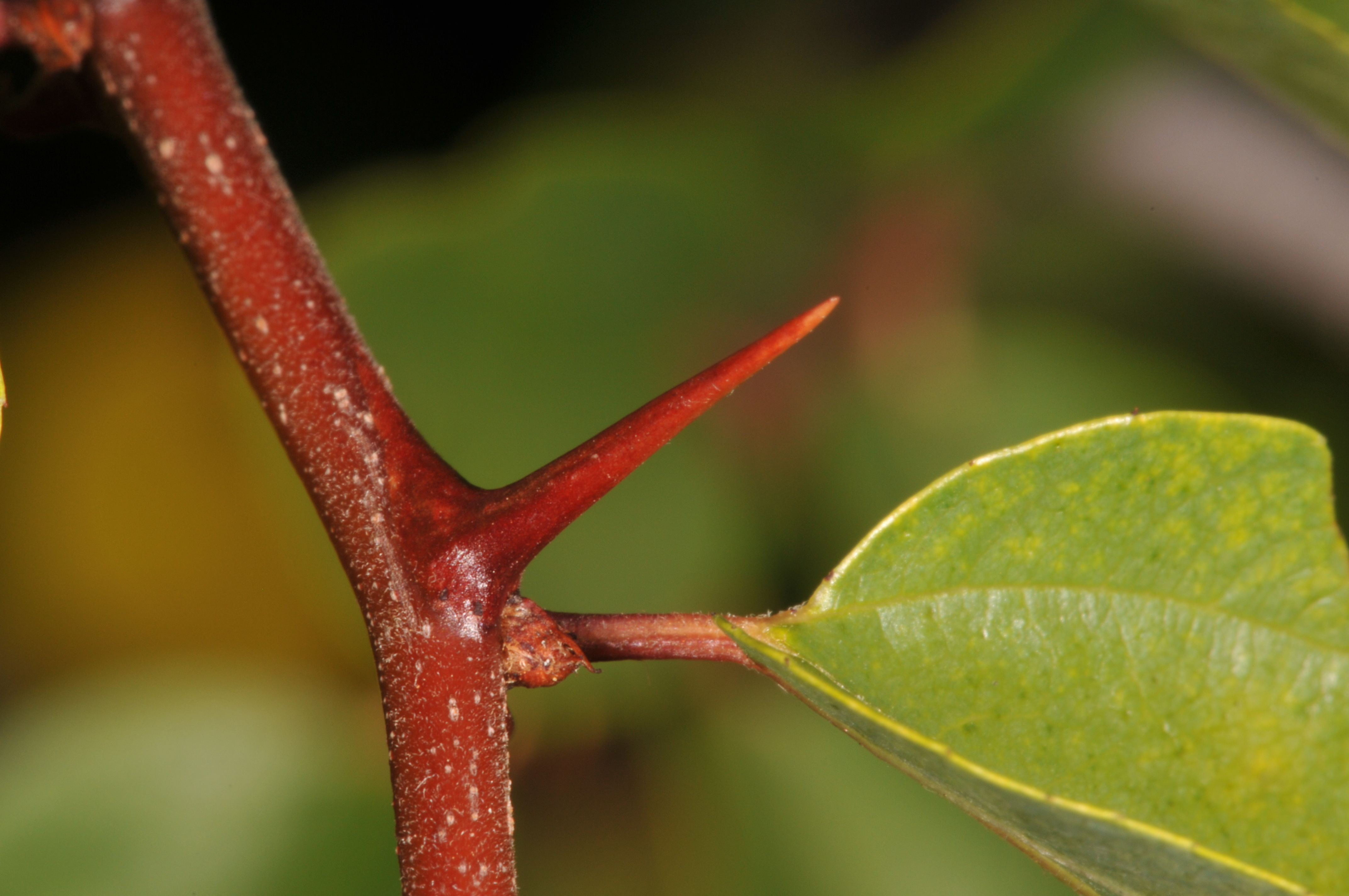